# Wie Weit/How far/En Vie
„Wie Weit/How Far/En Vie“ (ср. „Колико далеко“) је сингл бенда Апокалиптика, у коме вокале певају Марта Јандова и Ману (Емануела Монет). Први пут је објављен под именом „Wie Weit“ 14. фебруара 2005. године, а онда опет 23. фебруара 2005. године под називом „How Far“. Свака верзија је имала другу поставу музичара.
Све три песме су изведене из песме „Quutamo“, свака на другом језику. „En Vie“ на француском, „Wie Weit“ на немачком и „How Far“ на енглеском.

## Песме на синглу „“
1. 3:27
2. 3:26
3. 3:27
4. 3:28

1. 3:27
2. 3:26
3. 3:28
4. 3:27